# Canção do General Kim Il-Sung
"Canção do General Kim Il-sung" é uma canção norte-coreana composto por Kim Won-Gyun em 1946. Como parte do culto a personalidade, a canção elogiando Kim Il Sung, denominado Presidente Eterno da República, que morreu em 1994.

Kim Il-sung

A canção, composta em 1946, é a mais conhecida obra de arte mencionando Kim Il-sung, e, portanto, pode ser dita início de seu culto à personalidade.
No início da década de 1980 , Kim Jong-il começou a promover a música e, desde então, substituindo "Aegukka", o hino nacional, como a música mais importante jogado em reuniões públicas no país. Os Norte-Coreanos normalmente sabem as letras de cor.
Os dois primeiros compassos da canção são usados como um sinal de intervalo para a rádio e televisão norte-coreana. De acordo com fontes norte coreanas, os satélites Kwangmyŏngsŏng-1, lançado em 1998, e o Kwangmyŏngsŏng-2, supostamente lançado em um teste em 5 de abril de 2009, estão transmitindo essa música, entre outros dados.
Emulando uma tradição budista de esculturas sutras, suas letras são esculpidas em pedras.
A música é tocada pela televisão estatal Norte-coreana no início das transmissões, a cada dia.

## Letra
| Coreano Transliterado | Tradução para Português |
| --- | --- |
| Jangbaeksan julgijulgi pieorin jauk Amnokgang gubigubi pieorin jauk Oneuldo jayu Joseon kkotdabarue Ryeongnyeokhi bichyeojuneun georukhan jauk A–, geu ireumdo geuriun uriui janggun A–, geu ireumdo binnaneun KIM IL SEONG janggun Manjubeol nunbarama iyagihara Millimui gin-gin bama iyagihara Man-goui ppaljjisani nugu-in-gareul Jeolse-ui aegukjaga nugu-in-gareul A–, geu ireumdo geuriun uriui janggun A–, geu ireumdo binnaneun KIM IL SEONG janggun Rodongja daejung-egen haebang-ui eunin Minjuui sae Joseon en widaehan taeyang Isipgae jeonggang-ue moduda mungchyeo Buk Joseon bangbanggokgok saebomi oda A–, geu ireumdo geuriun uriui janggun A–, geu ireumdo binnaneun KIM IL SEONG janggun | Claros rastros de sangue ainda brilham nos penhascos de Changbaek, Ainda, o Amnok carrega traços de sangue em sua corrente. Ainda, aqueles celestiais traços resplandecem brilhantemente, Sobre a Coreia, sempre a florescer e livre. Tão querido, a todos nossos corações é o nome do nosso Glorioso General, Nosso amado General KIM IL SUNG, de fama imortal. Digam, as nevascas que correm pelas brutas planícies da Manchúria, Digam, as noites nas florestas adentro onde o silêncio reina. Quem é o partidário quais ações são insuperáveis? Quem é o patriota qual a fama será eterna? Tão querido, a todos nossos corações é o nome do nosso Glorioso General, Nosso amado General KIM IL SUNG, de fama imortal. Ele destruiu os grilhões do Povo, os trouxe liberdade, O Sol da Coreia, hoje, democrático e livre. Sob os Vinte, unidos, nós nos reunimos, Sob nossa pátria, finalmente a primavera! Tão querido, a todos nossos corações é o nome do nosso Glorioso General, Nosso amado General KIM IL SUNG, de fama imortal! |